# Theil-sur-Vanne
Theil-sur-Vanne era una comuna francesa situada en el departamento de Yonne, de la región de Borgoña-Franco Condado, que el 1 de enero de 2016 pasó a ser una comuna delegada de la comuna nueva de Les Vallées-de-la-Vanne al fusionarse con las comunas de Chigy y Vareilles.

## Demografía
| Gráfica de evolución demográfica de Theil-sur-Vanne entre 1800 y 2013 |
|                                                                       |

Los datos demográficos contemplados en este gráfico de la comuna de Theil-sur-Vanne se han cogido de 1800 a 1999 de la página francesa EHESS/Cassini, y los demás datos de la página del INSEE.